# Henry Adoniram Swift
Henry Adoniram Swift, född 23 mars 1823 i Ravenna, Ohio, död 25 februari 1869 i St. Peter, Minnesota, var en amerikansk republikansk politiker. Han var Minnesotas viceguvernör från mars till juli 1863 och därefter guvernör 1863–1864.
Swift gick i privatskolan Western Reserve College (senare Western Reserve Academy), studerade därefter juridik och inledde 1845 sin karriär som advokat. År 1853 flyttade han till Minnesotaterritoriet.
Swift efterträdde 1863 Ignatius Donnelly som Minnesotas viceguvernör. Senare samma år avgick guvernör Alexander Ramsey och Swift fick inneha guvernörsämbetet fram till januari 1864 då han efterträddes av Stephen Miller.
Swift avled 1869 i Minnesota och gravsattes på Maple Grove Cemetery i Ravenna i Ohio.